# Рожков, Максим Юрьевич
Максим Юрьевич Рожков (род. 23 сентября 1987) — российский самбист, бронзовый призёр чемпионата России 2012 года по боевому самбо, мастер спорта России. Боец смешанных единоборств. По самбо выступал в весовой категории до 62 кг. По состоянию на 2012 год в смешанных единоборствах провёл 7 боёв, из которых 3 выиграл (1 — удушением и 1 — нокаутом) и 4 проиграл (3 — сдачей соперника и 1 — решением судей).

## Спортивные результаты

### Боевое самбо
- Чемпионат России по боевому самбо 2012 года — ;

### Смешанные боевые искусства
| Результат | Рекорд | Соперник            | Способ                             | Турнир                                      | Дата                  | Раунд | Время | Место                   | Примечание |
| --------- | ------ | ------------------- | ---------------------------------- | ------------------------------------------- | --------------------- | ----- | ----- | ----------------------- | ---------- |
| Победа    | 3-4    | Максим Гузовский    | Сабмишном (удушение)               | CNN - Board and Sword                       | 23 ноября 2012 года   | 1     | 0:00  | Россия, Нижний Новгород |            |
| Поражение | 2-4    | Сянь Цзи            | Сабмишном (удушение сзади)         | TFC 6 — Top of the Forbidden City 6         | 24 сентября 2011 года | 1     | 0:50  | Китай, Пекин            |            |
| Победа    | 2-3    | Хуэн Сун Л          | Сабмишном (удар коленом в корпус)  | MFC — Mix Fight Combat                      | 6 мая 2010 года       | 1     | 4:14  | Россия, Кстово          |            |
| Поражение | 1-3    | Ратмир Теуважуков   | Сабмишном (удушение треугольником) | M-1 Selection 2010 — Eastern Europe Round 1 | 26 февраля 2010 года  | 1     | 2:10  | Россия, Санкт-Петербург |            |
| Поражение | 1-2    | Карен Григорян      | Сабмишном (удушение сзади)         | M-1 Challenge — 2009 Selections 2           | 19 апреля 2009 года   | 1     | 1:10  | Россия, Санкт-Петербург |            |
| Победа    | 1-1    | Карэн Саакьян       | N/A                                | KSF — Kstovo Sambo Federation               | 6 ноября 2008 года    | 1     | 0:00  | Россия, Москва          |            |
| Поражение | 0-1    | Алексей Череповский | Решением                           | M-1 MFC — Fedor Emelianenko Cup             | 15 мая 2008 года      | 0     | 0:00  | Россия, Москва          |            |